# Riccardo Muccioli
Riccardo Muccioli (ur. 27 sierpnia 1974) – sanmaryński piłkarz występujący na pozycji pomocnika, reprezentant San Marino w latach 1996–2009.

## Kariera klubowa
Przez większość kariery związany był z amatorskimi klubami włoskimi występującymi na poziomie od V do IX ligi. W sezonie 2002/03 grał w sanmaryńskim SC Faetano.

## Kariera reprezentacyjna
2 czerwca 1996 roku zadebiutował w reprezentacji San Marino w przegranym 0:5 meczu przeciwko Walii w ramach eliminacji Mistrzostw Świata 1998. Ogółem w latach 1996-2009 rozegrał on w drużynie narodowej 29 spotkań, nie zdobył żadnego gola.

## Życie prywatne
Riccardo Muccioli jest właścicielem jednej z plaż w okolicy włoskiego miasta Rimini, przez co sytuowany jest w gronie najbogatszych obywateli San Marino.